# Juan Santisteban
Juan Santisteban Troyano (nascido em 8 de dezembro de 1936) é um meio-campista e gerente de futebol espanhol aposentado

## Titulos

### Como Jogador
Real Madrid
- Copa Intercontinental: 1960
- Liga dos Campeões da UEFA: 1956-57, 1957-58, 1958-59 e 1959-60
- Campeonato Espanhol: 1956-57, 1957-58, 1960-61 e 1963-64
- Copa Latina: 1957

### Treinador
Espanha U23
- Jogos do Mediterrâneo: 2005

Espanha U19
- Campeonato Europeu Sub-19: 2007

Espanha U17
- Campeonato Europeu Sub-17: 2007 e 2008

Espanha U16
- Campeonato Europeu Sub-16: 1991, 1997, 1999 e 2001